# Марк Амбібул

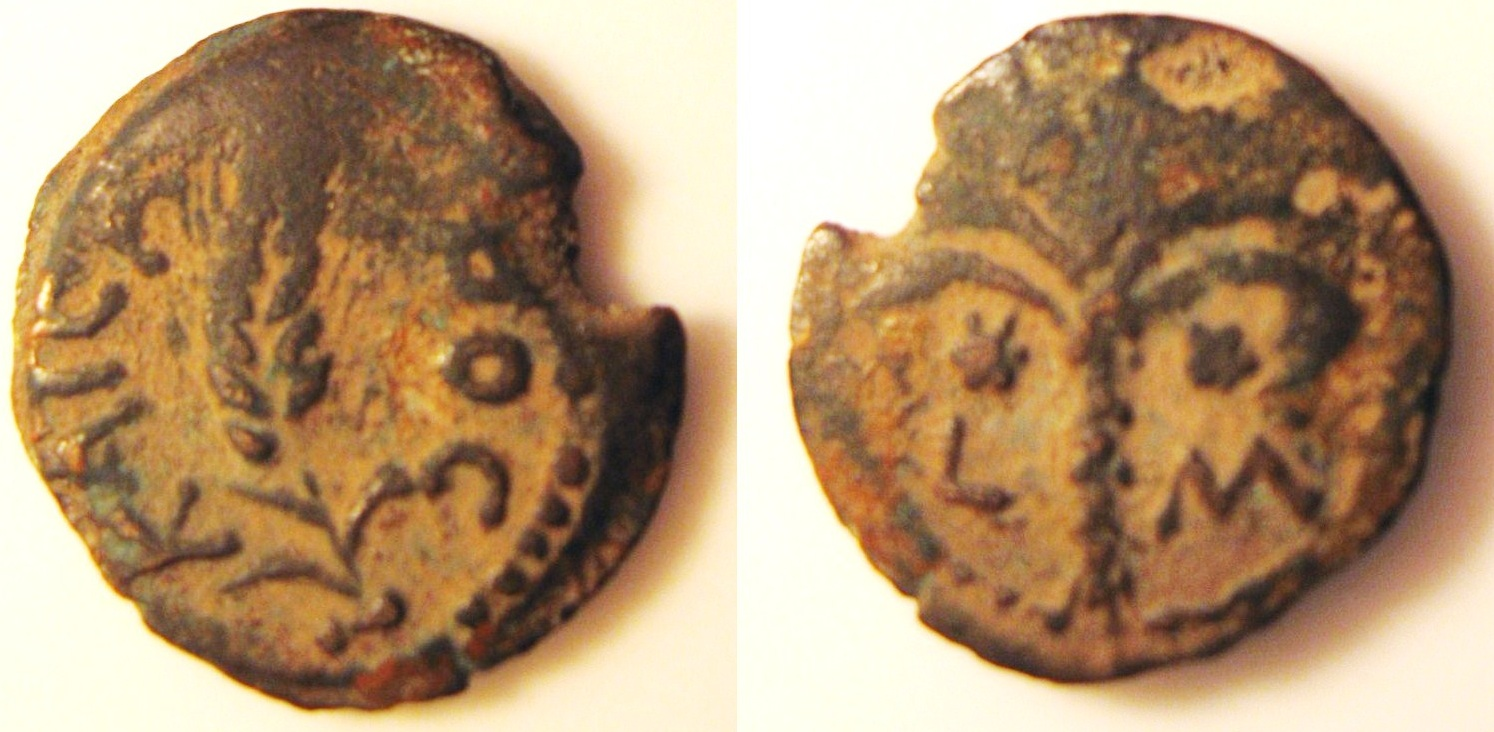
Монети часів Марка Амбібула (12 р.)

Марк Амбібул (лат. Marcus Ambibulus) — римський політичний діяч початку I століття.
Єдине джерело, з якого нам відома ця людина — «Юдейські старожитності», історика Йосипа Флавія. Згідно з ним, Амбібул належав до стану вершників. У 9 році він став префектом Юдеї, замінивши на цій посаді Копонія. Під час його правління померла сестра царя Ірода Великого — Саломея. Амбібул карбував монети без зображень людини відповідно до канонів юдейської релігії.
Він виявився хорошим адміністратором і час його правління не було жодного заворушення серед юдеїв. Амбібула на його посаді замінив Анній Руф.